# Фільм

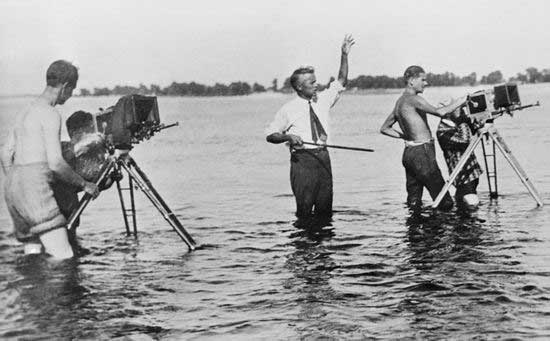
Олександр Довженко на зйомках фільму, 1932 р.

Фільм, також кінофі́льм, кіно, кінострічка — аудіовізуальний твір кінематографії, що складається з епізодів, поєднаних між собою творчим задумом і зображувальними засобами, та який є результатом спільної діяльності його авторів, виконавців і виробників. У технологічному плані фільм являє собою сукупність рухомих зображень (монтажних кадрів), пов'язаних єдиним сюжетом. Кожен монтажний кадр складається з послідовності фотографічних або цифрових нерухомих зображень, на яких зафіксовані окремі фази руху. Фільм, найчастіше, містить у собі звуковий супровід.
Область людської діяльності, пов'язана зі створенням і відтворенням кінофільмів, називається кінематографом.
Перегляд фільмів є частиною сучасної культури. Герої популярних фільмів і актори часто стають знаменитими. Спеціально для масового перегляду фільмів будують кінотеатри. Зазвичай, тривалість фільму становить 90-120 хвилин (1,5-2 години).

## Історія кіно

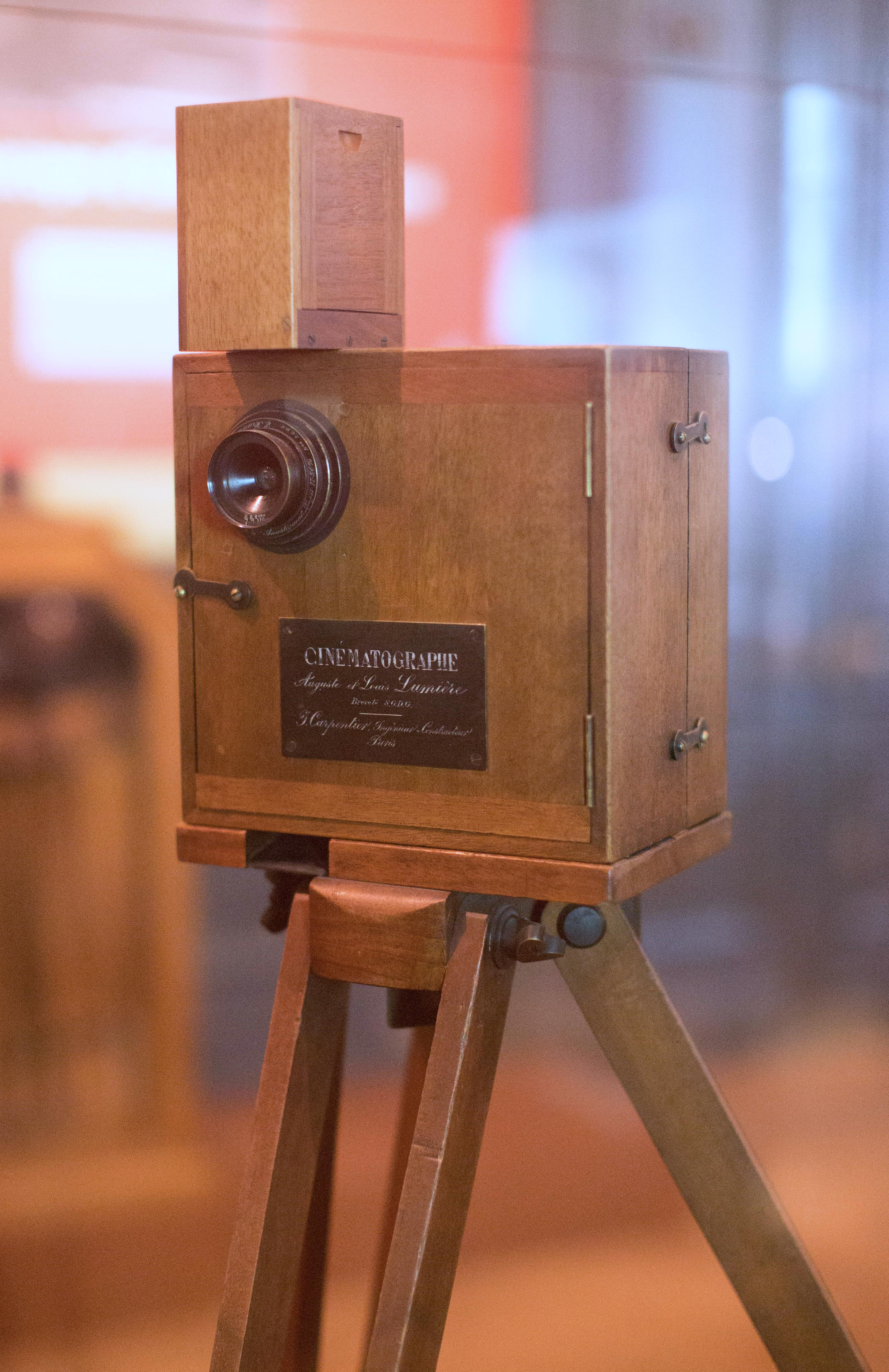
Кіноапарат братів Люм'єр. 1895 р.

Кіноапарат «слимак» 1893 року одеського механіка Йосипа Тимченка та фізика Миколи Любимова.

Перший крок до кінематографа був зроблений у 1685 році, коли був винайдений «чарівний ліхтар» — камера-обскура. Другий крок до кінематографа зробив у 1791 році Фарадей і його друг Макс Роджер. Уся Європа намагалася винайти апарат, щоб оживити малюнок. Прилад Фарадея називався фенакістископ. До апарата додавався ряд послідовних зображень. Вчений Жозеф Плато займався розподілом руху на фази (наприклад, рух людини). Коли Фарадей одержав у руки ці праці, йому до завершення фенакістископа залишалося зовсім небагато. Третій крок відбувся у 1839 році. Він став можливий завдяки роботам Луї Дагера та Жозефа Ньєпса. Губернатор Каліфорнії Ліленд Стенфорд і фотограф Едвард Майбрідж провели один цікавий експеримент. Ліленд дуже любив коней і посперечався з Майбріджем, чи «відриває кінь під час галопу ноги від землі чи ні». Вони придбали 60 фотокамер і розставили їх обабіч бігової доріжки (по 30 фотокамер). Навпроти них були встановлені будочки, в яких розташувалися люди, що контролювали камери. Між фотокамерою і будкою був натягнутий шнурок. Коли кінь переходив на галоп і опинявся на відрізку, де були встановлені камери, він зачіпав ногою нитку, після чого відбувалося спрацьовування камери й виходило зображення однієї з фаз руху коня. Це була перша спроба розкласти рух на фази.
Народження кінематографу у вигляді, близькому до того, який ми можемо спостерігати зараз, починається в 19 столітті. Хоча фотографія, як спосіб фіксації нерухомих зображень, з'явилася ще в першій половині 19 ст., для того, щоб став можливим процес зйомки та відтворення руху, було потрібно, щоб фотографування могло відбуватися з короткими витримками. Але і після появи відповідних типів фотоемульсій в 70-х роках 19 ст. кіно з'явилося не відразу. Те, що нам сьогодні здається очевидним, винахідники й піонери кінематографа зрозуміли далеко не одразу. Були зроблені десятки спроб створити системи запису і відтворення рухомих зображень, в яких навіть брав участь знаменитий Едісон, але і його система виявилася незручною, розрахованою всього лише на індивідуальний перегляд, що не дозволило Едісону домогтися успіху. У результаті визнаними винахідниками кінематографа стали французи брати Луї та Огюст Люм'єри. Апаратура Люм'єрів виявилася дуже зручною. З її допомогою можна було легко знімати та демонструвати фільми на великому екрані, що і зумовило успіх їх винаходу.
«Кінематограф» (або «сінематограф») — саме так називався пристрій Люм'єрів. Перша публічна демонстрація відбулась в Парижі ще в березні 1895 року, але днем народження кіно вважається 28 грудня 1895 року, коли відбувся перший комерційний кіносеанс (це сталося в підвалі «Гранд кафе» на бульварі Капуцинів). У своїх сеансах Люм'єри демонстрували кілька коротких (всього 50 сек.) роликів, першим з яких був «Вихід робітників з фабрики». Проте найпопулярнішим з цих роликів став ролик під назвою «Прибуття поїзда». Потяг на екрані наче насувався на зал, що було дуже реалістично і справляло сильне враження на глядачів.
Влітку 1893 року одеський механік Тимченко Йосип Андрійович разом з фізиком М. Любимовим розробив скачковий механізм «слимак», який було використано для удосконалення стробоскопа. Принцип дії цього механізму став основою для нового апарата «кінескопа», у створенні якого брав участь винахідник М. Фрейденберг.
Перший звуковий фільм вийшов у 1927 році на кіностудії «Ворнер Бразерс» (режисер А. Кросленд, фільм «Співак джазу»).
1935 рік ознаменований відображенням кольору в кіно, коли вперше було показано повнометражний кольоровий фільм «Беккі Шарп» режисера Рубена Мамуляна.

## Класифікація фільмів
Класифікація фільмів за ступенем документальності (достовірності) відеоматеріалу:
- Ігровий фільм, псевдодокументальне кіно
- Документальний фільм (або неігрове кіно), документально-ігрове кіно
- Науково-популярний фільм (або науково-просвітницьке кіно).

Ігрове кіно зазвичай прийнято класифікувати за такими ознаками:
- за тривалістю екранного часу;
- за кількістю серій;
- за відношенням до першоджерела (джерела сценарію або ідеї фільму);
- за аудіовізуалізацією ряду, художньою формою;
- за новаторським підходом, ступенем інноваційності;
- за споживачем (цільовою аудиторією фільму, глядацького сегменту ринку), в тому числі класифікація за обсягом (масовості) та віком аудиторії;
- за виробником;
- за основними жанрами драматургії;
- за метою авторів.

Класифікація фільмів за тривалістю екранного часу:
- Короткометражний фільм
- Повнометражний фільм.

Класифікація фільмів за кількістю серій:
- односерійний фільм
- Малосерійний фільм — 2-3 серії
- Багатосерійний фільм (міні-кіносеріал) — 4-9 серій
  - Кіносеріал — 10-15 серій
  - Телесеріал — понад 15 серій
  - Кіножурнал — більше 15 випусків.

Класифікація фільмів за відношенням до першоджерела (джерела сценарію або ідеї фільму):
- Екранізація художніх творів інших жанрів, у тому числі літератури, комп'ютерних ігор, коміксів
- Римейк (повторна екранізація фільму)
- Сиквел (продовження), в тому числі приквел як його різновид.

Класифікація фільмів за аудіовізуальним рядом, художній формі:
- звук:
  - Німе кіно, в тому числі стилізоване
  - Звукове кіно
- зображення:
  - Чорно-біле кіно, в тому числі стилізоване
  - кольорове кіно
- анімація:
  - Анімаційні (мультиплікаційні) фільми
  - Кіно-анімаційні фільми
- Музичні фільми, в тому числі з елементами хореографії
- Фільми в віршах

Класифікація фільмів за новаторським підходом, ступенем інноваційності:
- Експериментальне кіно, в тому числі авангард у кіно
- Традиційне кіно.

Класифікація фільмів за споживачем (цільовою аудиторією фільму, глядацьким сегментом ринку):
- Класифікація за масовістю аудиторії:
  - масове кіно (наприклад, блокбастери),
  - Артхаус (або т. зв. «елітарні фільми»)
- Класифікація за віком аудиторії:
  - вікове кіно з обмеженнями за віком глядача (це в основному еротика, жахи, трилери, бойовики, детективи),
  - сімейне кіно (це в основному комедії, мелодрами).

Класифікація фільмів за виробником:
- Професійне кіно;
- Аматорське кіно.

Класифікація фільмів за основними жанрами драматургії:
- трагедія
- комедія
- Трагікомедія.

Класифікація ігрових фільмів за жанрами і субжанрам наведена в статті «Кіножанр».
Класифікація фільмів за цілями автора (з якою метою?):
- Художні інтереси — незалежне або авторське кіно (андеграунд в кіно)
- Комерційні інтереси — комерційне кіно (мейнстрим в кіно), в тому числі кіно на замовлення комерційних фірм, що не входять в кінобізнес (рекламне кіно)
- Суспільно-політичні інтереси (на замовлення політичних партій, громадських та релігійних об'єднань) — пропагандистське кіно, ідеологічне кіно:
  - патріотичне кіно — почуття патріотизму, почуття громадянської самосвідомості
  - соціальне кіно — гуманістичні почуття, співчуття, формування ставлення до проблем суспільства
  - релігійне кіно — релігійні почуття
- Змішані інтереси

## Українські кінофільми

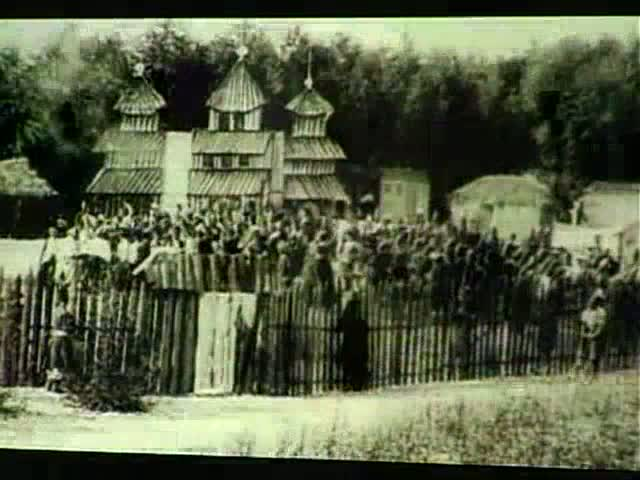
Кадр з фільму «Запорізька Січ»

Перший український фільм  «Запорізька Січ» зняв у 1911 Данило Сахненко в Катеринославі (нині Дніпро).
Піонери українського кінематографа початку 1900-х років віддавали перевагу екранізації популярних українських вистав «Наталка Полтавка» (за участю відомої актриси Марії Заньковецької), «Москаль-чарівник», «Наймичка». Тоді ж мала місце спроба створити фільми на українську історичну тематику, теж на театральній основі («Богдан Хмельницький» за п'єсою Михайла Старицького). З дореволюційним кіно в Україні пов'язана творчість багатьох популярних акторів. Королевою екрану тих часів була Віра Холодна, яка народилася в Полтаві і багато знімалася в Одесі.
«Вершиною досягнень українського німого кіно становлять три фільми О. Довженка: „Звенигора“ (1928), „Арсенал“ (1929) і „Земля“ (1930). Натхненний українським визвольним рухом 1917—1921 років, в якому він сам брав участь, Довженко прийшов в українське кіно в 1926 році з візією тисячолітньої легенди України…» (І.Кошелівець). О. Довженко створив 13 фільмів, з яких три документальні, один короткометражний, а один незавершений. В 1958 році міжнародне журі на Брюссельській виставці назвало серед 12-ти найкращих фільмів усіх часів і народів «Землю» (1930).
У 1990-х українське телебачення розпочало освоєння поширеного у всьому світі жанру телесеріалу («Роксолана», режисер Бориса Небієрідзе, «Острів любові», режисер Олег Бійма).
На межі 2000-х років низка українських акторів знімається у зарубіжних фільмах. Величезний успіх мав фільм польського режисера Єжи Гофмана «Вогнем і мечем», у якому український актор Богдан Ступка зіграв роль гетьмана Богдана Хмельницького. З цього часу Богдан Ступка став головним гетьманом українського екрана. Йому належать також ролі в історичному серіалі «Чорна рада» Миколи Засєєва-Руденка (2000) та фільмі Юрія Іллєнка «Молитва за гетьмана Мазепу» (2001).
Після 2004 знято декілька фільмів про Помаранчеву революцію. Її добу було висвітлено у декількох кінострічках, зокрема: «Помаранчеве небо» (2006, режисер Олександр Кірієнко), «Прорвемось!» (2006, режисер Іван Кравчишин), «Оранжлав» (2006, Алан Бадоєв). Фільм «Оранжлав» отримав приз за найліпшу режисуру на XV Міжнародному фестивалі «Кіношок» в Анапі.
У 2006 році відбулася також прем'єра першого українського трилеру «Штольня» (продюсер та оператор Олексій Хорошко, режисер Любомир Кобильчук).
У 2008 році вийшов фільм «Ілюзія страху», українського кінорежисера Олександра Кірієнка. Фільм, знятий за мотивами однойменного твору Олександра Турчинова. Він був висунутий від України на нагородження кінопремію «Оскар».
Серед фільмів з найбільшими бюджетами можна відзначити Сафо ($6 млн), Двоє і війна ($2 млн).

### Фільми присвячені боротьбі ОУН-УПА
Фільм режисера Вадима Іллєнка «Останній бункер» (1991) став останнім радянським та першим українським фільмом,  який присвячений подіям, що відбувались на Західній Україні наприкінці 1940 — на початку 1950-х років. Ця екранізація повісті російського письменника-дисидента Л. Бородіна «Перед судом», що розповідає про боротьбу загонів ОУН-УПА з спецпідрозділами НКВД.
«Карпатське золото» — інший фільм знятий 1991 року та присвячений трагічним подіям на Галичині наприкінці Другої Світової війни. Режисер і сценарист Віктор Живолуб на межі розпаду СРСР і початку національного відродження зняв цікавий та неупереджений фільм, в якому протидіють один одному німецькі та радянські диверсійні загони та бійці Української повстанської армії.
«Вишневі ночі» — фільм режисера Аркадія Микульського, знятий за однойменною повістю Бориса Харчука. Розповідає про кохання лейтенанта НКВС і зв'язкової УПА — аналоги Ромео та Джульєтти середини XX ст.
«Страчені світанки» — фільм режисера Григорія Кохана про спротив вояків УПА радянським репресіям та вивезенню населення у Сибір.

### Кіно про національні меншини
17 травня 2013 року в український прокат вийшов перший кримськотатарський фільм «Хайтарма» режисера Ахтема Сеітаблаєва. У фільмі розповідається історія депортації кримських татар у травні 1944 року. Російський консул Володимир Андреєв «настійно не рекомендував» перегляд фільму тому, що він, на думку консула, не відображає всієї правди про колабораціонізм кримських татар і делегація від Росії не може бути присутньою на «фільмі, що викривляє правду про Велику Вітчизняну війну». Не позбавлена очевидних для дебютанта недоліків (насамперед сценарного характеру), ця стрічка стала своєрідним викликом для українського кіно, яке останнім часом оминає історичну тематику, особливо контраверсійні події минувшини та їхній зв'язок із сьогоденням. 
У грудні 2013 режисер Дмитро Сухолиткий-Собчук по-своєму підхопив тему національних меншин, випустивши у кінопрокат свій повнометражний документальний фільм «Красна Маланка», який є розповіддю про святкування Маланки у румунському селищі Красна (Красноїльськ) Чернівецької області. Фільм багато в чому новаторський для українського кіно і тематично, і засобами фільмування. Подібного штибу фільмів бракує в українському кіно, яке уникає локальних історій та чіткого соціального та національного контексту.

## Роль кіно в культурі

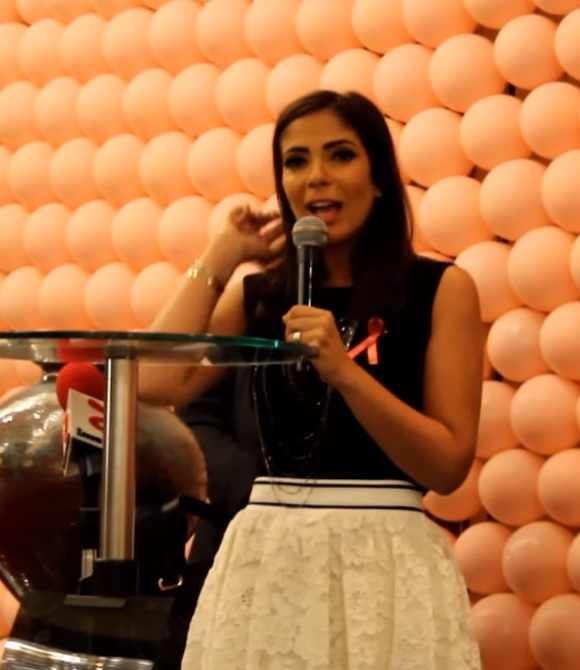
Мона Закі, єгипетська кінозірка, її фільми вплинули як на єгипетську, так і на африканську культури.

Фільми — це культурні артефакти, створені певними культурами, які сприяють міжкультурному діалогу. Кіно вважається важливим видом мистецтва, що має розважальну та історичну цінність, часто візуально документуючи певний період часу. Візуальна основа медіа надає йому універсальної комунікативної сили, яка часто розширюється завдяки використанню дубляжу або субтитрів для перекладу діалогів іншими мовами. Один лише погляд на певну локацію у фільмі призводить до зростання туризму до неї, демонструючи, наскільки потужною може бути сугестивна природа засобів масової інформації.

### Освіта і пропаганда
Кіно використовується в найрізноманітніших цілях, зокрема в освітніх і пропагандистських, завдяки своїй здатності ефективно вести міжкультурний діалог. Якщо мета фільму насамперед освітня, його називають «навчальним фільмом». Прикладом є записи академічних лекцій і експериментів або фільм за мотивами класичного роману.
Фільм може бути повністю або частково пропагандистським, як-от фільми Лені Ріфеншталь у нацистській Німеччині, трейлери американських військових фільмів під час Другої світової війни або художні фільми Сергія Ейзенштейна, зняті за часів Сталіна. Вони також можуть бути творами політичного протесту, як, наприклад, фільми Анджея Вайди або більш тонкі фільми Андрія Тарковського. Один і той самий фільм одні можуть вважати просвітницьким, інші — пропагандистським, оскільки категоризація фільму може бути суб'єктивною.

## Дистрибуція
Дистрибуція фільму — це процес, за допомогою якого фільм стає доступним для перегляду аудиторією. Зазвичай цим займається професійний дистриб'ютор, який визначає маркетингову стратегію фільму, засоби масової інформації, за допомогою яких фільм буде демонструватися або ставати доступним для перегляду, а також може встановити дату виходу та інші питання. Фільм може демонструватися безпосередньо в кінотеатрі (історично основний спосіб розповсюдження фільмів) або на телебаченні для домашнього перегляду (зокрема, на DVD-Video або Blu-ray Disc, відео за запитом, онлайн- завантаження, телевізійні програми через трансляцію синдикації тощо). Інші способи розповсюдження фільму включають прокат або особисту купівлю фільму на різних носіях і в різних форматах, таких як VHS-касета або DVD, а також завантаження з Інтернету або потокове мовлення через Інтернет за допомогою комп'ютера.

## Цікаві факти
- На своєму зародженні (день народження приписують кіно на 22 березня 1895 року[12]) кіно з'явилося як беззвучна відео-стрічка. Довгий час ніхто не вірив у необхідність звуку в кіно. Перешкодами впровадження звуку в кіно були: 1. Важкий та ненадійний спосіб синхронізації звуку між зображенням; 2. Низька якісь звукозаписувальних та звуковідтворювальних приладів через що, відтворювалося нечітке та надто тихе звучання. Отож, впродовж 30 років кіно існувало без жодного голосу. Лише 1927 року вийшов повноцінний аудіовізуальний фільм «Співак джазу», який випустила компанія «Warner Brothers»[13], що стало зародженням формату фільмів, які ми бачимо і чуємо сьогодні.
- Влітку 2014 року, британським часописом Sight & Sound, було вперше проведено опитування видатних кіно-митців, для складання рейтингу документальних фільмів. Найкращим документальним фільмом світу усіх часів, було названо «Людину з кіноапаратом» одесита Дзиґи Вертова, де здебільшого показано життя України часів НЕП-у[14].

### Списки
| - Список кіножанрів - Список фільмів - Список українських фільмів - Список культових фільмів - Список найкращих фільмів - Список найгірших фільмів - Список провальних фільмів - Список анімаційних фільмів - Список фільмів жахів | - Список науково-фантастичних фільмів - Список фільмів нуар - Список підліткових фільмів - Список фільмів фентезі - Список фільмів з комп'ютерною анімацією - Список найдовших фільмів - Список кіносеріалів - Список документальних фільмів - Список кінофестивалів - Список кінотехнологій |